# Xenasmatella cinnamomea
Xenasmatella cinnamomea är en svampart som först beskrevs av Burds. & Nakasone, och fick sitt nu gällande namn av Stalpers 1996. Xenasmatella cinnamomea ingår i släktet Xenasmatella och familjen Xenasmataceae.   Inga underarter finns listade i Catalogue of Life.